# Медвежка (приток Суксы)
Медвежка — река в России, протекает по территории Волховского района Ленинградской области. Левый приток Суксы.

## География
Река Медвежка берёт начало в болоте вблизи озера Мустасельга. Течёт в южном направлении вдали от населённых пунктов. В нижнем течении по реке проходит граница Волховского и Тихвинского районов. Устье реки находится в 11 км по левому берегу реки Суксы. Длина реки — 14 км.

## Данные водного реестра
По данным государственного водного реестра России относится к Балтийскому бассейновому округу, водохозяйственный участок реки — Свирь, речной подбассейн реки — Свирь (включая реки бассейна Онежского озера). Относится к речному бассейну реки Нева (включая бассейны рек Онежского и Ладожского озера).
Код объекта в государственном водном реестре — 01040100812102000013673.